# لوتشتتن
لوتشتتن (به آلمانی: Lottstetten) یک شهر در آلمان است که در Waldshut واقع شده‌است. لوتشتتن ۲٬۱۹۴ نفر جمعیت دارد.